# Kobiljek (Iška)
Kobiljek je desni pritok reke Iške, ki se na Ljubljanskem barju izliva v Ljubljanico.